# Bestuschew-Kurse

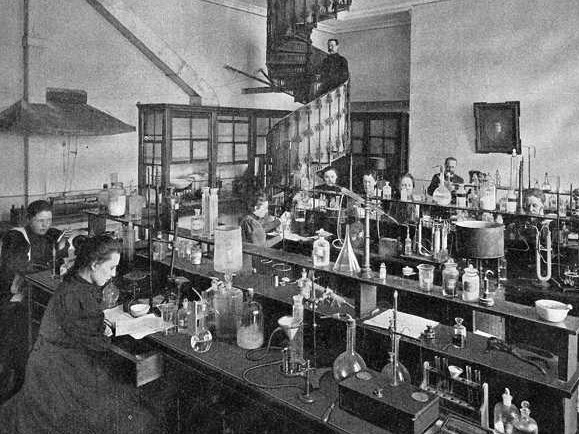
Chemielabor der Bestuschew-Kurse

Die Bestuschew-Kurse (russisch Бестужевские курсь, Bestuschewskije kursy) waren die einzige höhere Lehranstalt für Frauen im Russischen Kaiserreich. Sie bestanden von 1878 bis 1918 in St. Petersburg und waren nach ihrem ersten Direktor Konstantin Bestuschew-Rjumin benannt.

## Geschichte
Von 1870 bis 1875 gab es in St. Petersburg erstmals Wladimir-Kurse für Männer und Frauen an der Universität.
1878 wurde eine höhere Lehranstalt für Frauen  gegründet. Zu den wichtigsten Initiatorinnen gehörten Nadeschda Stassowa  und Warwara Tarnowskaja.
Es wurden Vorlesungen und weitere Veranstaltungen zu verschiedenen wissenschaftlichen Bereichen angeboten. Es gab eine philologisch-historische, eine physikalisch-naturwissenschaftliche und eine mathematische Abteilung.
Die meisten der ersten Bewerberinnen waren Töchter von Staatsbeamten und Militärs.
Die Studentinnen mussten einen höheren Schulabschluss nachweisen und eine jährliche Gebühr von 50 Rubel bezahlen.
Von 1886 bis 1889 wurden zeitweise keine neuen Studentinnen aufgenommen.
Seit 1906 gab es auch eine juristische Abteilung.
Seit 1911 wurde der Abschluss der Bestuschew-Kurse einem Universitätsabschluss gleichgesetzt.
1918 wurden die Einrichtung der Universität Petrograd eingegliedert.

## Persönlichkeiten

### Dozenten
Es gab renommierte Dozenten, darunter der Psychologe Gustav Speth, die Linguisten Jan Baudouin de Courtenay und Lew Schtscherba, die Chemiker Alexander Borodin, Alexander Butlerow und Dmitri Mendelejew,  der Dichter Innokenti Annenski, der Botaniker Wladimir Palladin, der Physiologe Iwan Setschenow, die Historiker Sergei Fjodorowitsch Platonow (1860–1933), Michael Rostovtzeff und Tadeusz Zieliński sowie die Außerordentliche Professorin Wera Jewstafjewna Popowa (1867–1896) – die erste russische Chemikerin.

### Schülerinnen
Es gab über 10.000 Schülerinnen an den Bestuschew-Kursen zwischen 1878 und 1918, darunter spätere Wissenschaftlerinnen, Lehrerinnen und Revolutionärinnen. Der Begriff Bestuschewka für die Schülerinnen wurde umgangssprachlich zeitweise auch im Sinne von Idealistin verwendet.
Bekannte Absolventinnen waren Nadeschda Krupskaja, die Lebensgefährtin von Lenin, Olga Forsch, Sofja Woroschilowa-Romanskaja, Pelageja Schain, Sofija Parnok und Maria Piłsudska, die erste Ehefrau des polnischen Präsidenten Marschall Józef Piłsudski.